# برنت شيرمان
برينت شيرمان (بالإنجليزية: Brent Sherman)‏ هو سائق سباق أمريكي، ولد في 24 مايو 1974 في سانت بول في الولايات المتحدة.

## وصلات خارجية
- برنت شيرمان على موقع Racing-Reference.info (الإنجليزية)